# Stan Fischler
Pour les articles homonymes, voir Fischler.
Stan Fischler (né le 31 mars 1932 à Brooklyn à New York dans l'État de New York aux États-Unis) est un historien, animateur, auteur et professeur américain spécialiste du hockey sur glace et du Métro de New York.
À cause de ses connaissances sur le hockey, Fischler se dit comme le «Maven du hockey» dans des cercles national et local. Il est, aux côtés de Al Trautwig, animateur pendant les mi-temps des Devils, des Islanders et des Rangers sur MSG. Il fait aussi des analyses générales sur MSG et écrite pour leur site web. En 2009, Fischler commença à animé «Five for Fischler» sur «Hockey Night Live!», qui fait un top 5 sur un sujet par-apport au hockey.
En plus d'être animateur, Fischler a écrit ou coécrit plus de 90 livres sur le hockey ou le Métro de New York, écrivant souvent avec sa femme Shirley. Ses livres incluent : The Hockey Encyclopedia, Everybody's Hockey Book, Hockey Chronicle, The New NHL Encyclopedia, Cracked Ice: An Insider's Look at the NHL, et plus récemment MetroIce: A Century of Hockey in Greater New York, faisant un gros plan sur les franchises des Rangers, Islanders et Devils. Son livre le plus fameux sur les métros est Uptown, Downtown.
Le 18 septembre 2007, Fischler est annoncé comme récipiendaire du trophée Lester-Patrick. Le 9 septembre 2021, le temple de la renommée du hockey américain annoce l'inclusion de Fischler dans sa promotion 2021.